# Culex hutchinsoni
Culex hutchinsoni är en tvåvingeart som beskrevs av Philip James Barraud 1924. Culex hutchinsoni ingår i släktet Culex och familjen stickmyggor. Inga underarter finns listade i Catalogue of Life.